# Лаодика V
Лаодика V (на старогръцки: Λαοδίχη, Laodike; † 150 г. пр. Хр.) е принцеса от Селевкидската имоерия, дъщеря на Селевк IV Филопатор и Лаодика IV, дъщеря на Антиох III Велики и Лаодика III.
Лаодика V е сестра на Деметрий I Сотер и полусестра на Антиох, Антиох V Евпатор, Александър I Балас, Лаодика VI (съпруга на Митридат V от Понт) и Низа (съпруга на Фарнак I от Понт).
През 178 г. пр. Хр. тя се омъжва за Персей, последният цар на Македония от 179 г. пр. Хр. до 168 г. пр. Хр. Там тя отива, придружена от Росочаните с красиви кораби. През 172 г. пр. Хр. Евмен II от Пергам представя пред Римския Сенат сватбата и придружаването на Росочаните като акция против Рим. Лаодика ражда на Персей четири деца Александър, Филип, Андриск (?) и една дъщеря.
След смъртта на съпруга ѝ Лаодика се връща в родината си. През 160 г. пр. Хр. Ариарат V от Кападокия отказва на предложението на Деметрий I Сотер да се ожени за Лаодика. Вероятно Деметрий I Сотер тогава се жени за сестра си. Лаудика е майка на синовете на Деметрий I: Деметрий II Никатор, Антиох VII Сидет и Антигон.
След смъртта на Деметрий I (упр. от 162 г. пр. Хр. до 150 г. пр. Хр.), всички негови близки и Лаодика са убити от Амоний, за да се даде свобода на управлението на новия цар.